# Михальцево (Тутаевский район)
В Ярославской области есть еще 5 деревень с таким названием.
Михальцево — деревня Фоминского сельского округа Константиновского сельского поселения Тутаевского района Ярославской области .
Деревня находится в центре района, к югу от Тутаева и от центра поселения посёлка Константиновский. Она расположена на левом высоком берегу реки Печегда, которая протекает в глубокой долине. На расстоянии около 2 км к северо-востоку, вниз по течению оеки стоит деревня Аксентьево, за которой проходит основная транспортная артерия района федеральная трасса Р151 Ярославль—Тутаев. Выше по течению Печегды начинается Чебаковское сельское поселение .
Деревня Михальцево указана на плане Генерального межевания Борисоглебского уезда 1792 года. В 1825 Борисоглебский уезд был объединён с Романовским уездом. По сведениям 1859 года село относилось к Романово-Борисоглебскому уезду .
На 1 января 2007 года в деревне Михальцево числилось 6 постоянных жителей . По карте 1975 г. в деревне жило 13 человек. Почтовое отделение, находящееся в посёлке Константиновский, обслуживает в деревне 22 владения на Центральной и 3 владения на Овражной улицах .